# Берёзовая роща (парк, Яранск)
Парк «Берёзовая роща» — заповедный лесопарк в городе Яранск Кировской области, расположенный в квартале между улицами Ложкина, Зелёной, Черепанова и переулком Радина.
Роща заложена в 1912 году А. Д. Бочонковым. Посадкой занималась пожарная команда города. В 1984 году решением Яранского совета народных депутатов № 3/53 получила статус памятника природы. Общая охраняемая территория — 32 га. В роще проходят массовые мероприятия в День города. Есть тропа здоровья для прогулок, зимой — лыжная трасса.

## Гибель деревьев
В 2010 году некоторые деревья были поражены берёзовым заболонником.